# Johann III. von Ahaus
Johann III. von Ahaus (* 1274 in Ahaus; † 1323) war Herr des Hauses Ahaus und erbte 1316 zusammen mit seinem Bruder Otto die Herrschaft Lohn.

## Leben

### Herkunft und Familie
Johann von Ahaus entstammte als Sohn Bernhards II. von Ahaus (1255–1308) und Sophia von Lohn (Tochter Hermanns I. von Lohn) der Edelherrnfamilie von Ahaus. Er heiratete Jutta von Ochten. Aus dieser Ehe sind die Kinder Jutta (verheiratet mit Hermann von Merveldt), Bernhard III., Hermann (Domherr in Osnabrück), Maria und Sophia hervorgegangen. Agnes und Margaretha waren Ururenkelinnen von Johann. Bischof Otto von Rietberg war Johanns Cousin, Hermann II. von Lohn sein Onkel.

### Beteiligung an der Abwahl und Absetzung des münsterischen Bischofs
Johann und sein Bruder Otto hatten maßgeblichen Anteil an der Absetzung des Bischofs. Vorausgegangen war ein Streit zwischen dem Bischof und dem Domkapitel, das seine Rechte zunehmend eingeschränkt sah. Es kam zu einer Auseinandersetzung, bei der viele Edelherren auf der Seite des Domkapitels standen. So bekundeten Johann und Otto zusammen mit Simon zur Lippe, Balduin II. von Steinfurt, Hermann II. von Lohn, Hermann von Davensberg, Hermann von Münster, Gottfried von Meinhövel und Hermann von Schonebeck am 10. April 1306, dass sie in diesem Streit keinen Vergleich eingehen würden. Dabei befanden sich die Ahauser in einem starken Interessenkonflikt. Sowohl der Bischof als auch Hermann II. von Lohn waren ihre Cousins. Die Koalition gegen den Bischof setzte sich durch und führte zu seiner Absetzung am 3. Oktober 1306.

### Umgang mit dem Erbe der Grafschaft Lohn
Mit dem Tode Hermanns II. von Lohn im Jahre 1316 erlosch die Stammlinie der Lohner Edelherren und am Erbe der Herrschaft Lohn entzündete sich ein heftiger Streit. Bei der Erbmasse der Grafschaft Lohn handelte es sich um ein kompliziertes Gebilde von Besitzungen und Rechten. Die Edelherren von Lohn hatten ihre Hälfte der Burg Bredevoort dem geldrischen Grafen Otto von Geldern zum Lehen aufgetragen. Die andere Hälfte hatte der Bischof durch Kauf von den Steinfurtern erhalten. Die Ahauser Brüder verkauften am 3. April 1316 für 950 Mark und am 3. August 1316 für 600 Mark ihre Erbteile an Bischof Ludwig, ohne die Rechte der Grafschaft Geldern auf Burg und Land von Bredevoort zu berücksichtigen. Damit war der Konflikt, der als Bredevoorter Fehde in die Geschichte eingegangen ist, programmiert. Der Fürstbischof, stets in Geldnot, konnte Otto den Kaufpreis nicht bezahlen und verpfändete deshalb die Burgen Landegge und Fresenburg. Johann dagegen erhielt im Wechsel für die Übergabe die Höfe Schulze Thering (mit den dazugehörigen Hufen und Zehnten in den Kirchspielen Wüllen, Wessum und Alstätte) und Schulte van Almsick (mit dem Holzgericht „Liesner Wald“ und Jagdrecht).
Heilwig von Voorst, eine Nichte Hermanns von Lohn, stand in der Erbangelegenheit gleichrangig neben den Ahauser Brüdern Johann und Otto, wurde von diesen aber übergangen. Durch die Heirat der Johanna von Ahaus (Ururenkelin von Johann) mit Sweder III. van Voorst-Keppel (Urgroßneffe von Heilwig) war die Möglichkeit gegeben, die seinerzeit missachteten Interessen auszugleichen. Sweder III. erhob zunächst Erbansprüche auf Bredevoort und Lohn, doch der Bischof wehrte sich dagegen und Sweder musste nach seiner Gefangennahme am 12. November 1400 ausdrücklich erklären, keine Rechtsansprüche mehr auf den Nachlass Lohn zu erheben.